# Luisa de Coligny
Luisa de Coligny (Châtillon-Coligny, 23 de septiembre de 1555-Fontainebleau, 13 de noviembre de 1620) fue una noble francesa, hija de Gaspar de Coligny y Charlotte de Laval-Monfort, y la cuarta y última esposa de Guillermo de Orange. Influenció en situaciones políticas de la corte de Enrique IV de Francia y en Países Bajos. 

## Biografía
Luisa de Coligny nació el 23 de septiembre  de 1555 en Châtillon-Coligny en Francia. Perdió a su madre a causa de la fiebre tifoidea a los ocho años, luego vivió durante algún tiempo en La Rochelle en la corte de la calvinista Juana de Albret (1528-1572), reina de Navarra, la madre de Enrique IV.
El 26 de mayo de 1571, a la edad de 15 años se casó con Carlos de Teligny, un diplomático protestante, unos veinte años mayor que ella, quien al año siguiente resultaría asesinado durante la matanza de San Bartolomé del 24 de agosto de 1572, al igual que el padre de Luisa. A partir de este hecho pasó refugiada diez años en la Confederación Suiza.  
Sin haberse conocido recibió la propuesta de matrimonio de Guillermo de Orange, con el cual se casó el 12 de abril de 1583 en Amberes, de este enlace nació en 1584 Federico Enrique de Orange-Nassau, cuarto hijo varón legítimo de Guillermo y futuro príncipe de Orange.
Tras el asesinato de su marido por Baltasar Gérard ese mismo año, Luisa se hizo cargo de las seis hijas del tercer matrimonio de su marido con Carlota de Borbón.
Luego vivió entre Francia y Holanda, jugó un papel decisivo en la política francesa al patrocinar la pacificación entre Enrique IV de Francia y el duque de Bouillon en 1606 y la tregua concluida en 1608 entre España y Países Bajos.
Hugonote, al igual que su padre, favoreció la causa del protestantismo hasta su muerte en Fontainebleau en 1620 en la corte de la reina María de Médici. Fue sepultada siete meses después de su fallecimiento, sus restos se encuentran en la cripta real de la Casa de Orange-Nassau en la Nieuwe Kerk en Delft.

## Correspondencia
De la voluminosa correspondencia que mantuvo, solo 192 cartas quedaron resguardadas, en su mayoría, en los archivos de la familia Orange-Nassau en La Haya y en los Archivos Nacionales de París. 
El estilo de Luisa de Coligny demuestra un dominio del género epistolar que utilizó para mantener los lazos familiares y políticos. Mediante estas cartas se manifiesta el uso de su influencia en situaciones políticas de la corte de Enrique IV, su alto entendimiento y eficacia en negociaciones entre Francia y Holanda, y también dan testimonio del interés por situaciones cotidianas y familiares. En las cartas intercambiadas con su hijastra Charlotte Brabantina se llamaban a sí mismas, "femmes d'état" (mujeres de Estado) por la repetida influencia política y religiosa que ejercían.